# Agustin Kola
Agustin Kola (né le 10 mai 1959 en Albanie) est un joueur international albanais de football, désormais entraîneur.

## Biographie
Il passe l'essentiel de sa carrière dans l'un des meilleurs clubs de son pays, le SK Tirana, excepté une parenthèse avec une saison passée en Grèce avec l'Egaleo FC en 1991-1992. Il est également international avec la sélection albanaise entre 1980 et 1994, avec un total de 21 capes pour un seul but, inscrit contre la Pologne en 1984. 
Kola est le sixième meilleur buteur de l'histoire du football albanais avec 140 buts inscrits en championnat.
Il est l'entraîneur de son ancien club qu'il a connu en tant que joueur, le SK Tirana, durant la saison 2008-2009, avant de résilier son contrat deux matchs avant la fin de la saison, bien que le SK Tirana remporte le championnat cette année-là.